# Lahuaytambo (distrito)
O Distrito peruano de Lahuaytambo é um dos trinta e dois distritos que formam a Província de Huarochirí, situada no Departamento de Lima, pertencente a Região Lima, na zona central do Peru.

## Transporte
O distrito de Lahuaytambo é servido pela seguinte rodovia:
- LM-118, que liga o distrito de Langa à cidade de Santa Cruz de Cocachacra [1][2][3]